# Денігомоду
Деніго́моду (наур. Denigomodu) — найбільший за населенням округ Республіки Науру. Розташований в західній частині острова. Площа становить 1,18 км², населення — 2396 осіб станом на 2005 рік. Географічні координати: 0°32′ пд. ш. 166°55′ сх. д. / 0.533° пд. ш. 166.917° сх. д..
В окрузі розміщується поселення робітників державної Науруанської фосфатної корпорації, що займається розробкою фосфатів. Також тут розташована лікарня.

## Географія
Денігомоду розташована в західній частині острова Науру. На північному заході межує з Тихим океаном , на північному сході — з районами Нібок , на південному сході — Буада , на півдні — Айво .
Його середня висота — 20 метрів (мінімальна: 0 метрів, максимальна: 57 метрів), а площа — 0,9  км 2 (дванадцяте місце з чотирнадцяти).

## Населення
Спочатку район був округом, що складається з 18 окремих поселень: Яранемат, Аіое, Анаподу, Анатіп, Анеров, Анібаво, Арієн, Атумурумур, Боуага, Бутімангум, Бватерарангранг, Бверігі, Еатенено, Ібуге, Імвітара, Руа, Руе. У 1968 році було вирішено використовувати термін Аріжежен як загальної географічної назви для всіх сіл у зв'язку з їх збільшенням і об'єднанням.
Місцеве населення Денигомоду складає 283 мешканців (дванадцятий із чотирнадцяти населених пунктів за площею) із щільністю населення 239,8 чоловік на км². Ця цифра не враховує мешканців району робітників-іммігрантів (2230 жителів у 2002 році), розташованих у робочому селищі між районами Денігомоду та Айво та розглядалася у переписі науруанського відділення  як окрема одиниця.

## Інфраструктура
В окрузі розташоване робоче селище Науруанської фосфатної корпорації для іноземних працівників, які займаються видобуванням фосфоритів, госпіталь державної фосфатної компанії, загальна лікарня, споруди компанії, частина залізничної лінії острова , торговий центр, стадіон « Деніг [fr] », цвинтар, ARC ) програми «Американський вимір атмосферної радіації 2», пункт обстеження атмосферної радіації США.

## Освіта
Початковими та середніми школами, які обслуговують весь Науру, є початкова школа Ярен в окрузі Ярен (1-3 роки), початкова школа Науру в районі Мененг (4-6 роки), коледж Науру в районі Денігомоду (7-9 роки) і Науру. Середня школа (10-12 класи) Яренського району. 
Коледж Науру відкрився як школа Денігомоду в січні 2000 року в рамках Угоди про співпрацю з відновлення та розвитку між Австралією та Науру, узгодженої в серпні 1993 року. У рамках угоди уряди вирішили побудувати Науруський коледж у березні 1999 року.  Це було так. спочатку третя початкова школа Науру, але вона була переведена в молодшу середню школу з 1-ю формою, оскільки діти Науру змагаються за стипендії на цьому освітньому етапі.  Державна старша середня школа країни — середня школа Науру в районі Ярен 
Діти-емігранти в поселенні Локації відвідують Локаційну школу, 1-8 класи станом на квітень 2002 року;  знаходиться в межах житлової забудови «Розташування». Це єдина школа в Науру, яка не викладається англійською мовою. 

## Персоналії
- Олімпія Захаріас (* 1986) — науруанська легкоатлетка.
- Анджеліта Детудамо (1986) — науруанська тенісистка.
- Джоан Гобуре (нар. 1982) — науруанська поетеса.

## Галерея

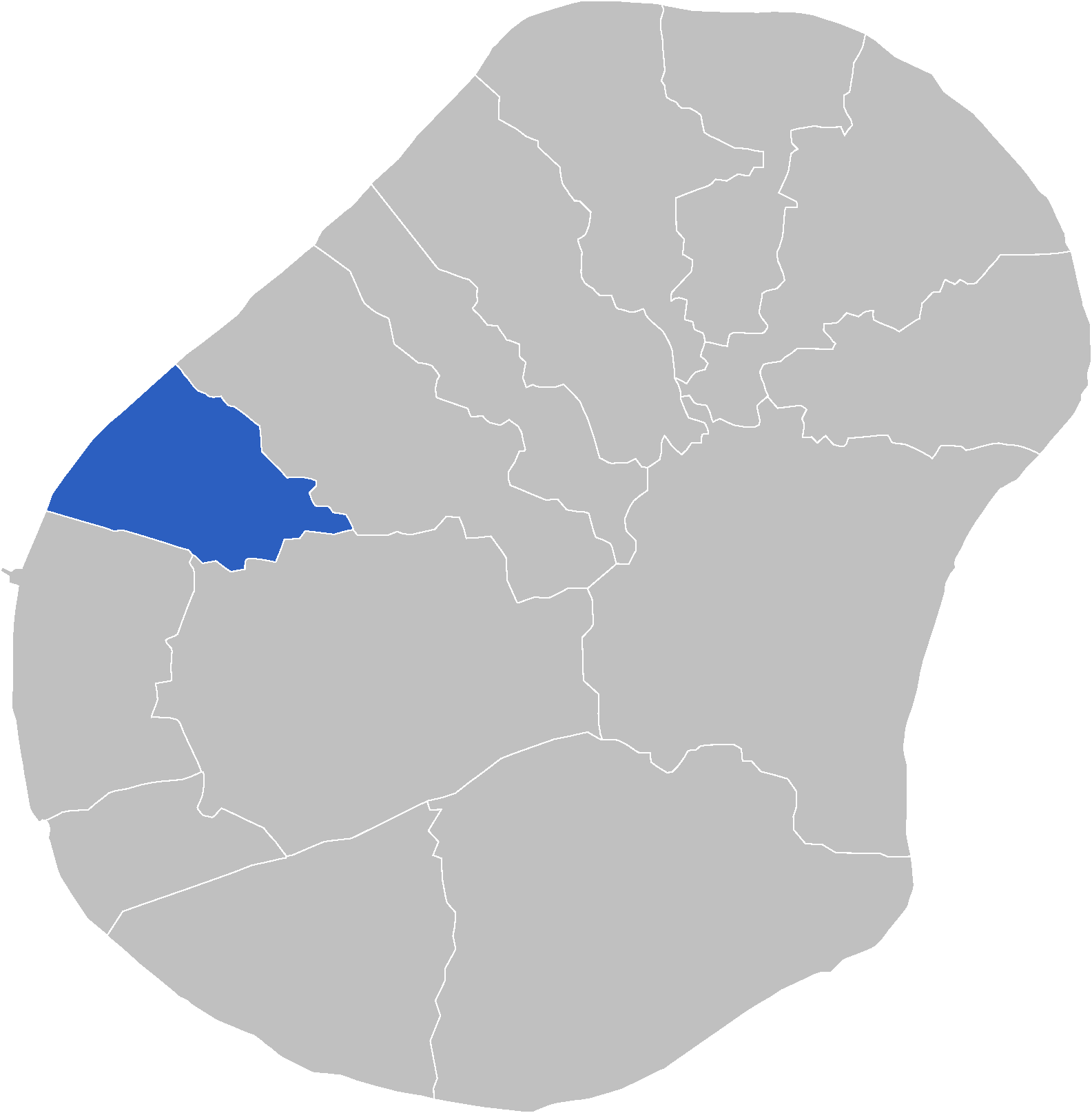
Місцезнаходження в Науру
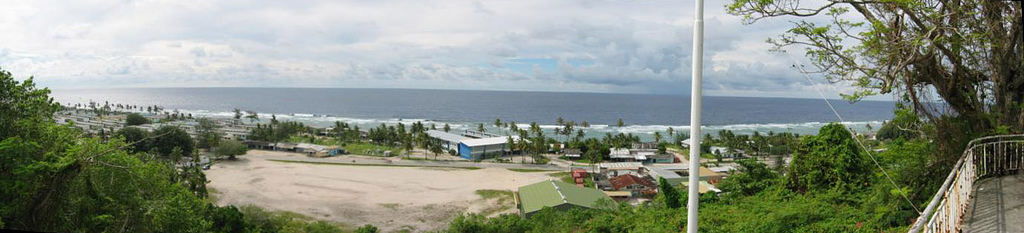
Панорама узбережжя
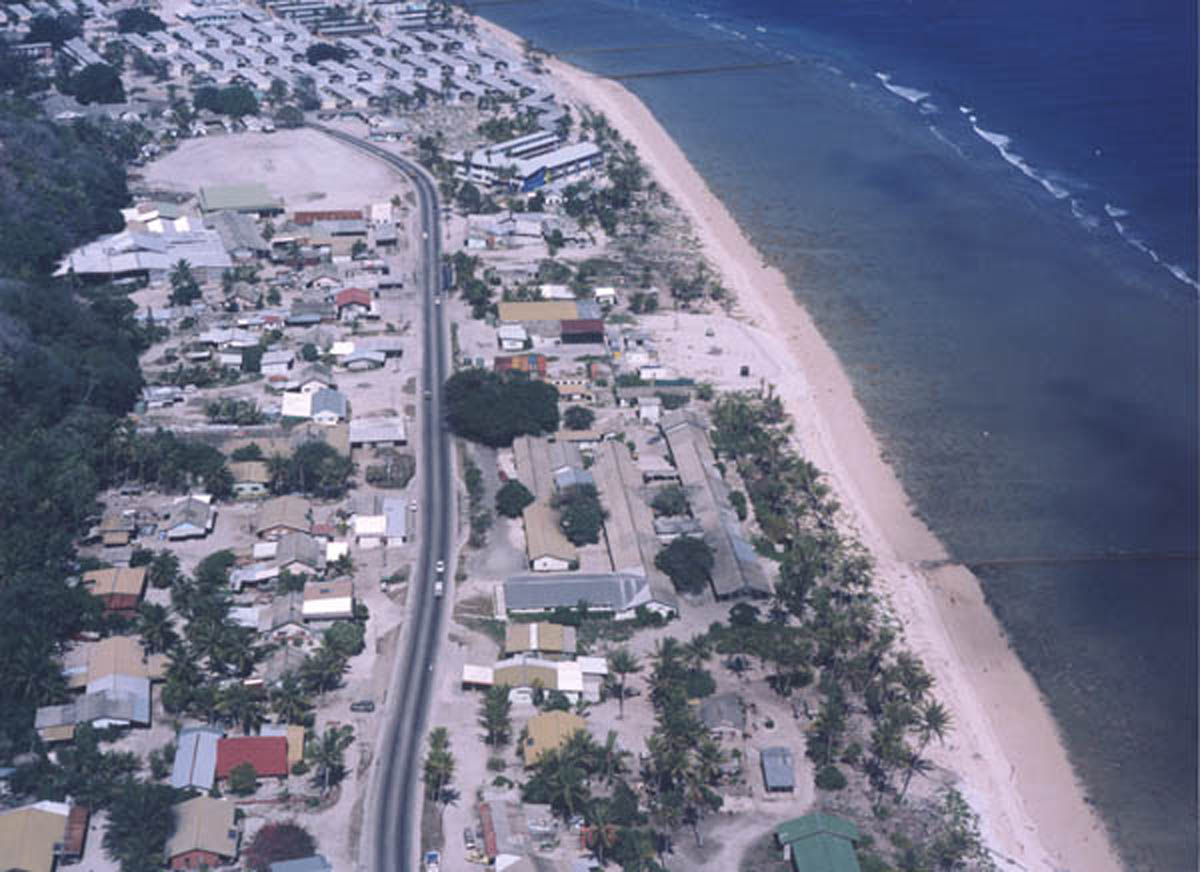
Вигляд округу